# Александр Белещенко
Александр Белещенко (нар. 1951) — британський художник по склу, який створює архітектурні скляні інсталяції.

## Біографія
Олександр Белещенко народився в Корбі, Нортгемптоншир, в родині українців. Спочатку він вивчав живопис у Вінчестерській школі мистецтв у 1969—1972 роках та гравюру в Школі образотворчого мистецтва Слейда, Лондон у 1973–75 роках. Після виграшу стипендії Джона Брінклі в Школі мистецтв Норвіча та деякого часу, проведеного у Флоренції, він продовжив вивчати архітектурні вітражі в Школі мистецтв Суонсі, 1978–79 рр.
Роботи Александра Белещенка включають конусоподібну стіну на станції метро Саутерк у Лондоні, «Серце Вельсу» в Senedd Welsh Assembly Building у Кардіффі, фасадні портальні двері для Herz Jesu Kirche у Мюнхені та засклені фасади для Будівлі Форуму, Університет Ексетера.
Олександр Белещенко двічі був нагороджений Премією мистецтва та архітектури Королівського товариства мистецтв. Він є членом Королівського товариства мистецтв, почесним членом Королівського інституту британських архітекторів, почесним членом Метрополітен університету Суонсі та почесним доктором Університету Ексетера.
Він живе і працює в Свонсі.

## Вибрані проєкти
- 2022 Кімната членів, Зал дипломованих бухгалтерів, Лондон
- 2015 Басейн, стіна спа-зони, Holland Green Spa, Лондон[9]
- 2014 Вхідний екран, Torquay House, Лондон[10]
- 2012 Екрани на вході, Landmark Tower, Абу-Дабі
- 2011 Засклені фасади, Університет Ексетера[7]
- 2011 Стіна приймальні, Бейкер-стріт, Лондон[8]
- 2010 Вхід до будівлі, Скляна вежа, Нойенбекен, Німеччина[8]
- 2010 Скляний фасад, Kendrew Quad Café, коледж Сент-Джона, Оксфорд[11] (посилання)
- 2010 Скляний фасад, Блекхол Роуд, коледж Сент-Джона, Оксфорд[11]
- 2009 Вхідні фасади, Templeback, Брістоль[12]
- 2008 Скляні колони в зоні атріуму, Круїзне судно, «Сонцестояння»[13]
- 2008 Фасадне скло, The Quad Arts Centre, Дербі[14]
- 2008 Скляна стіна атріуму, Фіцровія, Лондон[15]
- 2007 Скляні навіси, етап 2, Вашингтон-сквер, Воркінгтон[16]
- 2006 Екран кафедри, монастир Евенні, Брідженд, Уельс[17]
- 2006 Скляні навіси, етап 1, Вашингтон-сквер, Воркінгтон[16]
- 2006 Floor piece, Senedd Cymru, Кардіфф, Уельс[5]
- 2005 Екран, Лондонська королівська лікарня, Лондон[18]
- 2005 Screens (співпраця з Raffaella Sirtoli), Троїцька церква в місті Бостон, Бостон, США[19]
- 2004 Скульптури The Met Office, Ексетер[20]
- 2004 Зовнішні стінові панелі, Прінцес Стріт, Лондон[21]
- 2004 Ілюстрація Entrance Lobby (співпраця з Брюсом Макліном), Ганновер-стріт, Лондон[21]
- 2003 Фріз. Queen Victoria Street, Лондон[19]
- 2003 Балюстради мосту, Millennium Place, Ковентрі[22]
- 2002 Скляні стіни коридору Кенері-Ворф B1, Кенері-Ворф, Лондон[23]
- 2002 Пов'язані склані стіни, Кенері-Ворф, Лондон[24]
- 2000 Фасадні портальні двері. Herz Jesu Kirche, Мюнхен, Німеччина[6]
- 2000 Балюстради сходів, Маяк, Глазго[19]
- 1998 Кутова стіна, проміжний зал, станція метро Southwark, Лондон[4]
- 1997 Вікна, Молитовні кімнати, Neue Messe, Мюнхен[19]
- 1995 Вікна, станція Galton Bridge, Бірмінгем[25]
- 1995 Вікна, станція Jewellery Quarter Bridge, Бірмінгем[25]
- 1993 Екрани атріуму, Garden Quad, St John's College, Оксфорд[26]
- 1992 Вікна, офіси окружної ради, Вінчестер[25]
- 1992 Підвісні панелі, церква Христа Наріжного каменю, Мілтон-Кейнс[25]
- 1991 Призупинено роботу, Бірмінгемський міжнародний конференц-центр, Бірмінгем[27]
- 1988 Призупинено роботу, County Hall, Челмсфорд, Ессекс[25]
- 1986 Вікна, Стоклі Парк, зовнішній Лондон[25]